# クエーロ
クエーロ（伊: Quero）は、イタリア共和国ヴェネト州ベッルーノ県セッテヴィッレに属する分離集落（フラツィオーネ）。
かつては独立したコムーネであったが、2013年12月28日にヴァスと合併して新自治体の一部となった。2024年1月22日にクエーロ・ヴァスはアラーノ・ディ・ピアーヴェと合併して新自治体セッテヴィッレの一部となった。

## 地理

### 位置・広がり

#### 隣接コムーネ
コムーネとしてのクエーロは、以下のコムーネと隣接していた。括弧内のTVはトレヴィーゾ県所属を示す。
- アラーノ・ディ・ピアーヴェ
- フェルトレ
- セグジーノ (TV)
- セレーン・デル・グラッパ
- ヴァス

## 姉妹都市
- Auzat、フランス
- Vicdessos、フランス